# Florinel Coman
Florinel Teodor Coman (ur. 10 kwietnia 1998 w Braile) – rumuński piłkarz, grający na pozycji napastnika w rumuńskim klubie FCSB oraz w reprezentacji Rumunii. Uczestnik Mistrzostw Europy 2024.

## Życiorys
W czasach juniorskich trenował w CS Luceafarul Braila i Academia de fotbal Gheorghe Hagi. W latach 2015–2017 grał w Viitorulu Konstanca. W rozgrywkach Liga I zadebiutował 18 kwietnia 2015 w wygranym 2:0 meczu z Astrą Giurgiu. W sezonie 2016/2017 wraz z klubem zdobył mistrzostwo kraju. 21 sierpnia 2017 odszedł za 2,65 miliona euro do bukareszteńskiego FCSB.